# Jordyn Negri
Jordyn Negri (* 21. September 2000 in Toronto, Ontario, Kanada) ist eine kanadische Schauspielerin.

## Leben
Sie tanzte im Alter von sechs bis 13 Jahren in Wettbewerben und wechselte dann zu den Cheerleadern. Seit 2011 tritt sie als Schauspielerin vor allem in Fernsehserien in Erscheinung.
Sie studierte am Canadian National Institute For Blind (CNIB), um sich auf ihre Rolle als  Jason Priestleys sehbehinderte Tochter Jules in der Fernsehserie Private Eyes vorzubereiten.

## Filmografie (Auswahl)
- 2010: Warehouse 13 (Fernsehserie)
- 2013–2014: Dino Dan: Trek’s Adventures (Fernsehserie)
- 2016: A Fish Story
- 2016–2021: Private Eyes (Fernsehserie)